# Mimmo Lucano
Domenico (Mimmo) Lucano (ur. 31 maja 1958 w Melito di Porto Salvo) – włoski polityk, nauczyciel i samorządowiec, burmistrz Riace, poseł do Parlamentu Europejskiego X kadencji.

## Życiorys
Uzyskał wykształcenie średnie. Podjął w Rzymie studia medyczne, których nie ukończył. Pracował jako nauczyciel. W 1999 założył stowarzyszenie „Città Futura” działające na rzecz lokalnej społeczności w Riace. W 1999 został radnym miejskim. W 2004 po raz pierwszy wybrano go na urząd burmistrza, utrzymywał tę funkcję także po kolejnych wyborach w 2009 i 2014.
Jako burmistrz prowadził aktywną politykę osiedlania w gminie imigrantów z Afryki, Afganistani czy Iraku. W 2016 na 1800 mieszkańców miejscowości około 450 pochodziło ze środowisk imigrantów. Prowadzone przez Mimma Lucano działania były pozytywnie oceniane np. przez włoski oddział UNHCR; wskazywano, że imigranci umożliwili podniesienie się z zapaści wyludniającej się miejscowości. W 2016 magazyn „Fortune” umieścił burmistrza Riace wśród 50 najbardziej wpływowych przywódców świata.
W październiku 2018 polityk został osadzony w areszcie domowym i zawieszony w pełnieniu funkcji burmistrza. Zarzucono mu działania związane z wspieraniem nielegalnej imigracji, w tym poprzez organizację fikcyjnych małżeństw. W postępowaniu karnym oskarżono go również m.in. o utworzenie związku przestępczego, nadużycie stanowiska, defraudację czy ustawianie przetargów. We wrześniu 2021 sąd pierwszej instancji uznał go za winnego tych czynów, orzekając karę 13 lat i 2 miesięcy pozbawienia wolności (znacznie powyżej wniosków oskarżyciela publicznego). W październiku 2023 wyrok ten został znacząco zmieniony w postępowaniu odwoławczym; Mimmo Lucano został uznany za winnego wyłącznie fałszerstwa i nadużycia stanowiska, oddalono natomiast pozostałe zarzuty. Orzeczono wówczas wobec niego karę 1 roku i 6 miesięcy pozbawienia wolności z warunkowym zawieszeniem jej wykonania.
Powrócił następnie do aktywności politycznej. W wyniku wyborów z czerwca 2024 ponownie został burmistrzem Riace. W tym samym miesiąc startował również w wyborach europejskich z ramienia lewicowej koalicji AVS (formalnie z rekomendacji Sinistra Italiana). Uzyskał mandat posła do PE X kadencji w trzech okręgach wyborczych, decydując się na jego objęcie z okręgu południowego.